# Jardin
Jardin é uma comuna francesa na região administrativa de Auvérnia-Ródano-Alpes, no departamento de Isère. Estende-se por uma área de 9,25 km². Em 2010 a comuna tinha 2 237 habitantes (densidade: 241,8 hab./km²).